# 消え物
消え物（きえもの）とは、以下に示す語義を持つ日本語である。
1. 舞台演劇[1]・芸能・映像分野の専門用語および業界用語で、使うとすぐにも無くなるか消耗が始まる種類の小道具。
2. 贈り物（贈答品）のうちで、使うとすぐにも無くなるか消耗が始まる種類の物（食品、洗剤、入浴剤、香など）を指して言う[1]、やや定義の曖昧な[2]現代的[3]俗語的日本語。
3. 的屋が扱う商品のうち、使うとすぐにも無くなる種類の食品。別項の「的屋#消え物（食品）や玩具」も参照のこと。

本項は、第1義について解説する。

## 消え物（舞台演劇・芸能・映像）
演劇等の舞台上、および、テレビ局や映画といった映像分野にて制作されるドラマやバラエティ、料理や教養などをテーマとした作品（番組を含む）で用いられる小道具のうち、使うことでただちに消耗するため使用回数が一回に限られている種類の物を指す。
名前自体が表すように、演技の途中で消えて無くなってしまう飲食物を指すことが多いが、鉛筆削りやナイフで削ることによって目に見えて短くなる鉛筆のように、「次回の使い回しが不可能なほどに消耗する小道具」も消え物である。より正確に定義するならば、「消え物とは、小道具のうち、使用過程において一定の形状を保たない消耗品のこと」となる。
先述の物以外にも具体例をいくつか挙げれば、摂食可能な模擬食品（見た目とは別の食材で作られた小道具の一種）、飲食以外で使う食物（パイ投げ用を含む）や水、吸ってしまう煙草、焚く香、散り花、破ることになっている手紙・書類・新聞等の紙類、点す予定にある行灯の油や蝋燭などが該当する。
一部日本の放送業界では、「消え物の料理は美味い」というジンクスが存在するようである。

### 類義語

#### 焚捨
類義語として、衣裳など燃えて無くなる予定の小道具は、消え物でも特に「焚捨（たきすて。現代仮名遣いでは焚き捨てとも記す）」と呼ぶことが多い。

#### 壊れ物
壁や窓に投げつけて壊すことになる日用品（ガラス製、陶器製、木製、合成樹脂製など材質は問わず）、喧嘩の場面などで派手に割ってみせるビール瓶の模造品など、一回の演技もしくは一公演ごとに壊して無くなってしまう小道具は、消え物とは区別して「壊れ物（こわれもの）」と呼ばれる。ただし、先述のとおり、破る紙類は「消え物」と呼ばれており、区別の曖昧な領域が存在する。また、バラエティ色のある場面などで顔にぶつけられるパイなどが模造品であれば、これも含む。

#### 有り物
なお、「有り物（ありもの）」という語も存在するが、これは小道具の種類を示すものではない。